# Kiyokawa (Kanagawa)
Kiyokawa (jap. 清川村 Kiyokawa-mura, deutsch ‚Dorf Kiyokawa‘, englisch Kiyokawa Village) ist das letzte verbliebene Dorf (-mura) in der japanischen Präfektur (-ken) Kanagawa. Es liegt im westlichen Landesinneren von Kanagawa im Tanzawa-Bergland am Fluss (-gawa) Nakatsu, ein verschlungener rechter Zufluss des Sagami, der im Norden von Kiyokawa seit der Fertigstellung der Miyagase-Talsperre zum Miyagase-See (Miyagase-ko) aufgestaut ist, sowie mit dem Ortskern am Koayu, der direkter nach Osten fließt und später bei der Nakatsu-Mündung in den Sagami mündet. Zusammen mit der nordöstlich angrenzenden Stadt Aikawa bildet die Gemeinde den heute verbliebenen Rest des Kreises (-gun) Aikō, nachdem dessen südöstliche Teile in den 1950er Jahren zur kreisfreien Stadt Atsugi geworden sind.
Kiyokawa-mura entstand während der großen Shōwa-Gebietsreform am 30. September 1956 durch den Zusammenschluss der Dörfer Susugaya und Miyagase (heute gleichnamige Ortsteile). Letzteres lag im Westen am Nakatsu-gawa, ersteres im Osten am Koayu-gawa. Zu den Bergen auf dem Gebiet von Kiyokawa zählen der Shindainichi (新大日; 1340 m), der Tōnodake (塔ノ岳; 1491 m) und der Tanzawa-san/-yama (丹沢山; 1567 m) an der Südwestgrenze und zwischen den Tälern von Nakatsu und Koayu der Ōyama-Mitsumine-yama (大山三峰山; 934 m) und der Henmuro-yama (辺室山; 644 m).
Hauptstraßen sind im Koayu-Tal die Präfekturstraßen (kendō) 60 von Südosten und 64 von Süden, im Nakatsu-Tal die Präfekturstraße 70. Die Präfekturstraße 64 führt über den See weiter nach Norden in den ländlicheren Westteil von Sagamihara; am See zweigt nach Nordosten die Präfekturstraße 514 nach Aikawa ab.